# Activité du Special Air Service durant la guerre du Golfe
Le Special Air Service est intervenu avec d'autres forces spéciales, dans la guerre du Golfe.

## Préambule
Le 2 août 1990, le président irakien Saddam Hussein, envoie son armée envahir l'État pétrolier voisin : le Koweït. Le 6 août, le président américain George H. W. Bush signe l'ordre d'engagement de l'opération « Bouclier du désert ».
Le général Peter de la Billière commande la force Britannique. Ancien chef du Special Air Service, il est convaincu que le Régiment doit prendre une part importante à toutes les opérations. Au début, le général américain Norman Schwarzkopf commandant la Coalition n'est pas intéressé, en affirmant que les forces spéciales constituent une gêne sur le terrain. Mais de la Billière le persuade du contraire. Les SAS se déploient donc en Arabie saoudite. Tandis que la pression internationale augmente, Saddam Hussein garde des civils occidentaux en otage; il veut les utiliser comme boucliers humains en les disposant autour de ses installations militaires. La libération d'otages est une des missions classique du SAS. Ils commencent à envisager une tentative de récupération. Mais il y a 3500 otages dispersés sur des centaines de sites au Koweït et en Irak, ce qui rend rapidement illusoire l'idée d'une récupération. Finalement, en décembre 1991, Saddam Hussein relâche les otages.

## Opération Tempête du Désert
L'opération Tempête du désert est lancée le 17 janvier 1991. La destruction de l'armée irakienne, de son commandement et de ses systèmes de contrôle débute par 40 jours de raids aériens ininterrompus. Tandis que les appareils de la coalition frappent les cibles sensibles irakiennes, Saddam veut à tout prix porter un coup fatal aux alliés.
Il se tourne vers le Scud, un missile balistique de fabrication russe, d'une portée de 300 km tiré à partir d'une rampe mobile. Avec une certaine acuité politique, Saddam dirige ses Scud vers Israël, menaçant ainsi le point faible de la Coalition. Si Israël réplique à l'Irak, les États arabes, qui forment une part importante de la Coalition, pourraient lui retirer leur soutien.
Parmi les moyens employés contre les Scud, des missiles sol-air Patriot furent utilisés mais aussi des forces spéciales. À cause de leur portée limitée, ces missiles ne pouvaient être tirés sur Israël qu'à proximité de la frontière jordanienne, dans le désert irakien occidental.
Cette région est divisée en zones opérationnelles, les zones de Scud. Pour que les appareils de la Coalition puissent les détruire, ils doivent être localisés. Cela s'avère impossible depuis les airs, d'autant plus qu'ils peuvent être maquillés en véhicules civils.

## Rôle du SAS
Dans les guerres contre Saddam Hussein, le régiment de SAS britannique retourne aux sources, retrouvant les missions premières qu'il s'était attribué à sa création :
- Frapper au cœur du désert.
- Traquer les cibles ennemies.
- Guider les frappes aériennes avec une grande précision[Combien ?].

Tout comme 50 ans plus tôt lorsque les V2 de Hitler ont commencé à s'abattre sur Londres, le SAS a pour mission de les trouver et les détruire avant qu'ils soient lancés.
Le SAS se met en chasse des Scud avec 2 tactiques :
- Des patrouilles fixes, chargées de surveiller les routes
- Des colonnes mobiles, montées sur véhicules, qui cherchent les lanceurs de Scuds dans le désert

Trois patrouilles de surveillance de huit hommes chacune, de l'escadron B, sont héliportées derrière les lignes ennemies à partir du 23 janvier, avec pour mission de surveiller trois routes allant de Bagdad en Jordanie.
Le commandant de l'une d'entre elles, utilisant l'indicatif radio Bravo Three Zero, constate lorsque l'hélicoptère se pose que le désert n'offre pas de couvert permettant de créer un poste d'observation dissimulé pour sa patrouille, et annule la mission.
La deuxième patrouille, Bravo One Nine, est infiltrée et le 30 janvier, elle fut compromise mais put s'enfuir et regagner l'Arabie saoudite grâce à une Land Rover qu'elle avait emportée.
La 3e patrouille, Bravo Two Zero, s'est infiltrée sans véhicule et installe un poste d'observation près d'une ferme bédouine. Elle s'aperçoit rapidement qu'elle n'arrive pas à entrer en contact radio avec sa base : les fréquences radio qui lui ont été données ne sont pas les bonnes, et dans la précipitation des préparatifs de la mission, ses membres n'ont pas vérifié si la radio marchait avant d'être infiltrés. Peu après, les SAS sont repérés par les habitants de la ferme. Quittant leur poste d'observation pour rejoindre l'endroit où un hélicoptère doit venir les chercher en cas d'absence de contact radio, la patrouille est prise à partie par des Irakiens armés. Fuyant vers la Syrie, elle est confrontée à un nouvel adversaire : une météo très froide pour l'hiver irakien. Deux hommes meurent d'hypothermie, un est tué dans une fusillade contre des Irakiens, quatre sont capturés et un seul parviendra à atteindre la Syrie.

## Les patrouilles mobiles
Ironie du sort, la toute première opération des SAS, aéroportée elle aussi, lancée par David Stirling dans le désert nord-africain en 1941 a elle aussi été un désastre. Comme lui le régiment constitue dorénavant des patrouilles dotées de jeeps. On forme des patrouilles de 30 hommes dans les escadrons A et D. Chaque patrouille mobile est dotée de huit Land Rover armées. Elles sont la réminiscence des jeeps « Panthères Roses » du SAS durant la Seconde Guerre mondiale en Afrique du Nord. Elles sont équipées de plusieurs armes, dont des lance-missile Milan, des lance-grenades Mk19 et des mitrailleuses. Les patrouilles transportent leur logistique dans un camion Unimog, et utilisent des motos pour les reconnaissances.

## La chasse aux Scud
Les Scud pleuvent toujours sur Israël. Le 20 janvier 1991, les quatre patrouilles des escadrons A et D traversent la frontière pour aller les traquer dans le désert irakien occidental. Munies de lunettes de vision nocturne, elles arrivent à franchir les positions irakiennes dans l'obscurité. Comme leurs prédécesseurs 50 ans plus tôt, ils campent le jour et se déplacent la nuit.
Les véhicules sont déployés dans un rayon de 150 mètres pour s'assurer que l'angle de tir de leurs armes les couvre mutuellement. Des mortiers sont placés au centre de la position pour prévenir toute approche ennemie. Les véhicules sont ensuite camouflés et les hommes se reposent à l'intérieur, ou à leur côté. Tout doit être effectué en une heure, avant le lever du soleil.
Le premier contact avec l'ennemi a lieu lorsqu'une jeep irakienne approche de la position retranchée de l'escadron A. Les SAS ouvrent le feu sur le véhicule, trois Irakiens sont tués et un est capturé.
Le 24 janvier le SAS a pénétré loin dans l'aire sud et renseigne la coalition sur les troupes ennemies et ses points forts. L'espace aérien étant contrôlé par la coalition, les patrouilles SAS peuvent être ravitaillées directement pour débarquer des renforts et des munitions, et évacuer des prisonniers et des blessés.
Le 29 janvier l'une des colonnes de combat de l'escadron D est interceptée par des soldats irakiens. L'une des Land Rover ouvre le feu avec le lance-grenades Mk19 ; l'effet est radical, d'abord sur la défensive, les 17 soldats du SAS pouvaient prendre la main et contre-attaquer. La colonne des SAS repousse les Irakiens et poursuit sa mission.
Le 4 février la colonne croise un convoi de Scud. Après un engagement de près de 5 heures, les SAS détruisent un missile, les McDonnell Douglas F-15 Eagle se chargeant de détruire les autres cibles.
Toutefois un nombre croissant d'affrontements avec les soldats irakiens laissent à penser aux SAS que leurs mouvements sont repérés. Une unité de l'escadron A attaque une tour de communication irakienne, qu'elle détruit mais une violente fusillade s'ensuit. Dans les jours qui suivent le SAS continue de passer le désert au peigne fin. Ils détruisent sept stations de communication le long de voies de ravitaillement principales (vers la Jordanie).
Le 21 février le SAS subit sa 4e perte dans cette guerre. Un caporal motocycliste tombe dans une embuscade.

## Bilan
Le nombre exact de Scud détruits par le SAS n'a jamais été établi avec certitude, mais les SAS ne semblent pas avoir eu d'effet sur le nombre de missiles tirés sur Israël.
À la fin de la première guerre du golfe, le commandant en chef de la Coalition Norman Schwarkopff, très sceptique au début, tient à féliciter personnellement les SAS. Le régiment reçoit 55 médailles pour actes de bravoure.
Après la guerre du Golfe le SAS continue d'affiner ses compétences pour le combat dans le désert au cours de plusieurs manœuvres importantes. Il interviendra par la suite dans la guerre d'Afghanistan (2001) et dans la guerre d'Irak en 2003